# نادي العهد
نادي العهد الرياضي هو نادي كرة قدم لبناني يقع مقرّه في منطقة الأوزاعي في مدينة بيروت، ويلعب في الدوري اللبناني الممتاز، أعلى دوري للأندية في كرة القدم اللبنانية. تأسس النادي في 1964 باسم العهد الجديد، وبدأ مشواره في الدرجة الثالثة، حتى وصل إلى الدوري الممتاز لأول مرة في 1996.
يلقّب العهد بالقلعة الصفراء، وهو النادي الوحيد في لبنان الذي توّج ببطولة قارية، حيث حقق كأس الاتحاد الآسيوي 2019 بعدما فاز في النهاية على نادي 25 أبريل الكوري الشمالي. في 2011، بات العهد أول فريق لبناني يحقق الثلاثية والرباعية، حيث فاز الفريق بلقب الدوري، الكأس، كأس السوبر بالإضافة إلى كأس النخبة في موسم واحد.
يحظى العهد بدعم المجتمع الشيعي بشكل رئيسي، ويعتبر نادي النجمة أبرز منافسيه، إلى جانب الأنصار والصفاء. في 2018، كوّنت جماهير العهد مجموعة «ألتراس يلو إنفورنو»، وهو ثالث ألتراس يظهر في لبنان بعد «ألتراس سوبرنوفا» التابع للنجمة و«ألتراس أنصاري» التابع للأنصار.

## التاريخ

### التاريخ المبكر (1964–1989)
تأسس العهد في 1964 تحت اسم العهد الجديد في الضاحية الجنوبية في بيروت. تحت رئاسة محي الدين عانوتي، لعب النادي في دوري الدرجة الثالثة. خلال السبعينيات، إنتقل الفريق إلى المصيطبة، وشارك تحت اسم نادي الهدى الإسلامي. نتيجة الإجتياح الإسرائيلي للبنان في 1982، توقّف النادي عن ممارسة كرة القدم.
في 1984، إشترى عانوتي رخصة لإستخدام اسم «نجمة العهد الجديد»، إلا أنه لم يستكمل الإجراءات ولم يقم بإنشاء نادي جديد. في 2 مايو 1985، منح الاتحاد اللبناني لكرة القدم النادي عضوية ليكمل لعب كرة القدم، بمحمد عاصي رئيسًا له. في موسم الدرجة الثانية 1988–89، تأهل النادي لمباراة فاصلة ضد المجدي، إلا أن المباراة إنتهت بنتيجة 1–1 وفشل العهد في الصعود للدرجة الممتازة.

### الدوري اللبناني الممتاز (1992–2005)
في 1992، أصبح عبدو سعد الرئيس الجديد للنادي، وقام بتغيير إسمه إلى «العهد»، ويعود ذلك إلى أن قادة الفريق أرادوا «معنًا قرآنيًا». في 1996، قدم سعد إستقالته من المنصب، رغم تأهل النادي إلى المرحلة الفاصلة من الدرجة الثانية، وتولّى مكانه أمين شري. في 20 ديسمبر 1996، صعد العهد إلى الدوري الممتاز لأول مرة في تاريخه. هبط النادي مجددًا إلى الدرجة الثانية بعد موسمين، إلا أنه عاد إلى الدرجة الأولى مرة أخرى.
بعد صعود العهد للمرة الثانية، استقال شري من رئاسة النادي أيضًا، وأستبدل بأسامة الحلباوي. في عهد الحلباوي، وصل العهد إلى نهائي كأس لبنان 2001–02، ونهائي كأس النخبة 2002، والمركز الثالث في الدوري الممتاز 2002–03. بين 2004 و2005، حقق العهد كأس لبنان مرتين وكأس الاتحاد مرة واحدة.

### النجاح المحلي والقاري (2007–الآن)

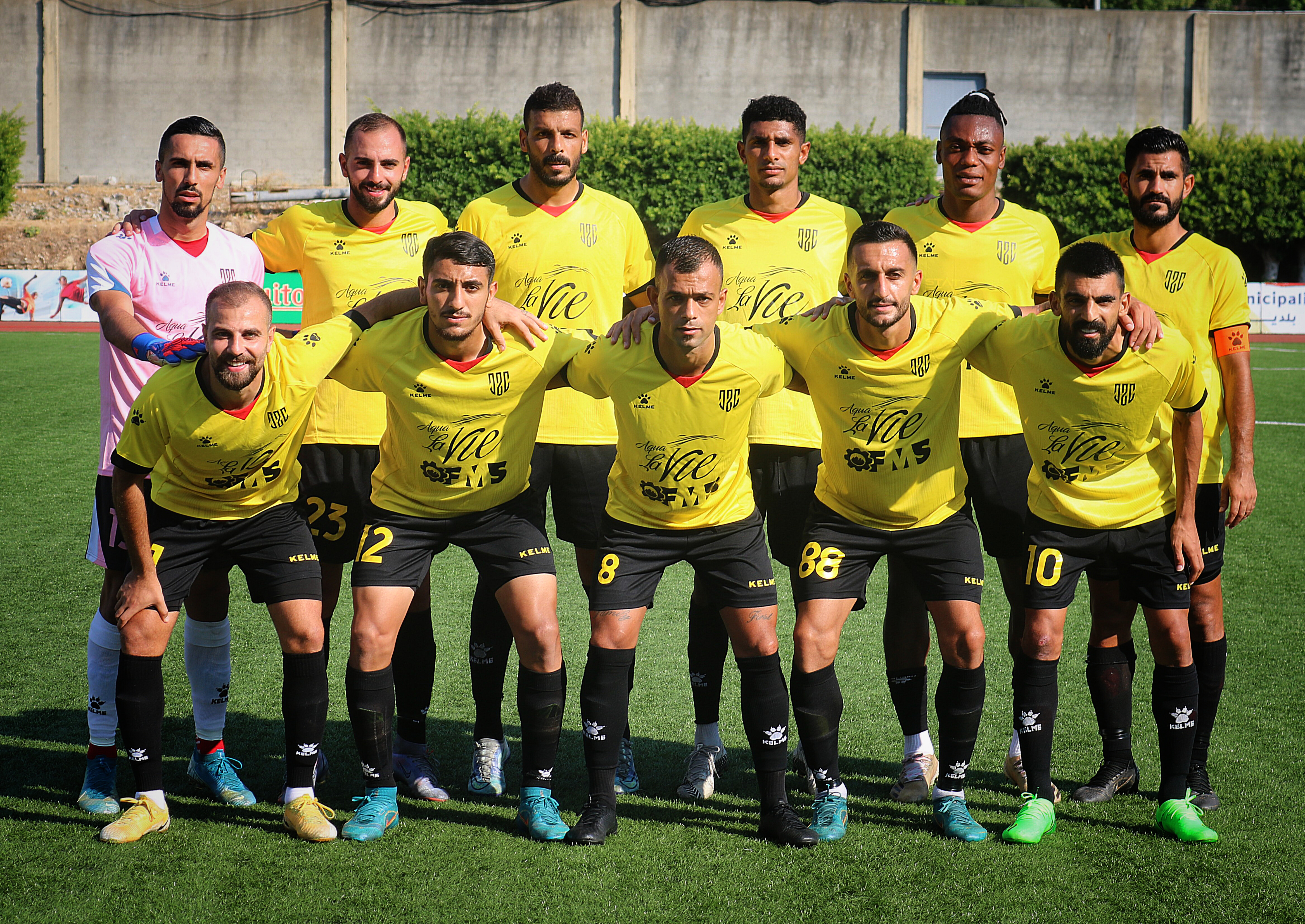
لاعبو نادي العهد موسم 2022–23

حقق العهد الدوري اللبناني الممتاز 2007–08 لأول مرة في تاريخه، وأكمل سلسلة 44 مباراة بلا خسارة في الدوري بين 26 أكتوبر 2008 و6 نوفمبر 2010. في موسم 2010–11، حقق العهد الدوري الممتاز، كأس لبنان، كأس السوبر وكأس النخبة، وبات أول فريق لبناني يحقق ثلاثية ورباعية محلية. في 25 يونيو 2014، عيّن تميم سليمان بالإجماع رئيسًا للنادي. في سنته الأولى كرئيس، حقق العهد الدوري الممتاز 2014–15، للمرة الرابعة بالمجمل.
يعدّ فوز العهد بالدوري 2018–19 اللقب الثالث على التوالي، وهو إنجاز لم يحققه أحد من قبل سوى نادي الأنصار في 1992. فاز العهد على الجزيرة في كأس آسيا 2019، ووصل إلى نهائي البطولة لأول مرة في تاريخ النادي، وهو ثالث نادي لبنان يصل إلى هذه المرحلة بعد النجمة في 2005 والصفاء 2008. بعد خسارة النجمة والصفاء في النهائيين الذين خاضهما، بات العهد أول نادي لبناني يحقق بطولة قارية إثر فوزه على نادي 25 أبريل الكوري الشمالي بنتيجة 1–0 برأسية سجلها عيسى يعقوبو. خلال البطولة، شارك العهد في 11 مباراة، وتلقّى 3 أهداف فقط، وحافظ على نظافة شباكه في 9 مباريات منها، ولم يخسروا في أي مباراة في البطولة. حصل العهد أيضًا على جائزة اللعب النظيف فيها.

## الملعب
يملك النادي ملعب العهد في بيروت، يقع بالقرب من مطار رفيق الحريري ويتّسع إلى 2000 متفرج. يستخدم العهد الملعب للتدريب فقط، ويلعب مبارياته في ملاعب مختلفة مثل ملعب كميل شمعون الرياضي وستاد صيدا الدولي، بسبب إتساعها لعدد أكبر من الجماهير. يستضيف الملعب عادةً مباريات في بطولات الشباب، وكأسي النخبة والتحدي بالإضافة إلى بعض المباريات الودية.
في 2018، إتّهم رئيس وزراء إسرائيل بنيمين نتانياهو حزب الله باستخدام الملعب كقاعدة صواريخ ومصنع أسلحة. زار جبران باسيل، وزير الخارجية والمغتربين اللبناني الملعب إلى جانب مجموعة من الدبلوماسيين والسفراء، ونفى هذه الإدعاءات.

## الجماهير
تتشكل القاعدة الجماهرية للعهد بشكل أساسي من الشيعة اللبنانيين عمومًا وخصوصًا في بيروت. يحظى النادي بعلاقات وثيقة مع حزب الله، ويتشارك معه نفس اللون، الأصفر. كما للنادي إرتباطات مع نادي سباهان أصفهان الإيراني، نادي أضنة سبور التركي بالإضافة إلى نادي البقاع. في 2018، أسس جمهور الفريق «التراس يلو إنفورنو»، بعد تأسيس عدّة مجموعات شبيهة في النادي.

## المنافسات
يعتبر الأنصار أحد المنافسين للعهد، حيث يرتبط الأنصار مع عائلة الحريري ويمثل الجانب القومي في لبنان. في السنوات الأخيرة، بات النجمة هو الآخر منافسًا شرسًا للعهد. يملك النجمة أكبر قاعدة جماهيرية في لبنان، وعادةً ما يحصل توتّرات بين الطرفين ما دفع الاتحاد في عدّة مرات، على تغيير الملعب، تأجيل المباريات وفرض عقوبات وغرامات على الجماهير والناديين.

## اللاعبون

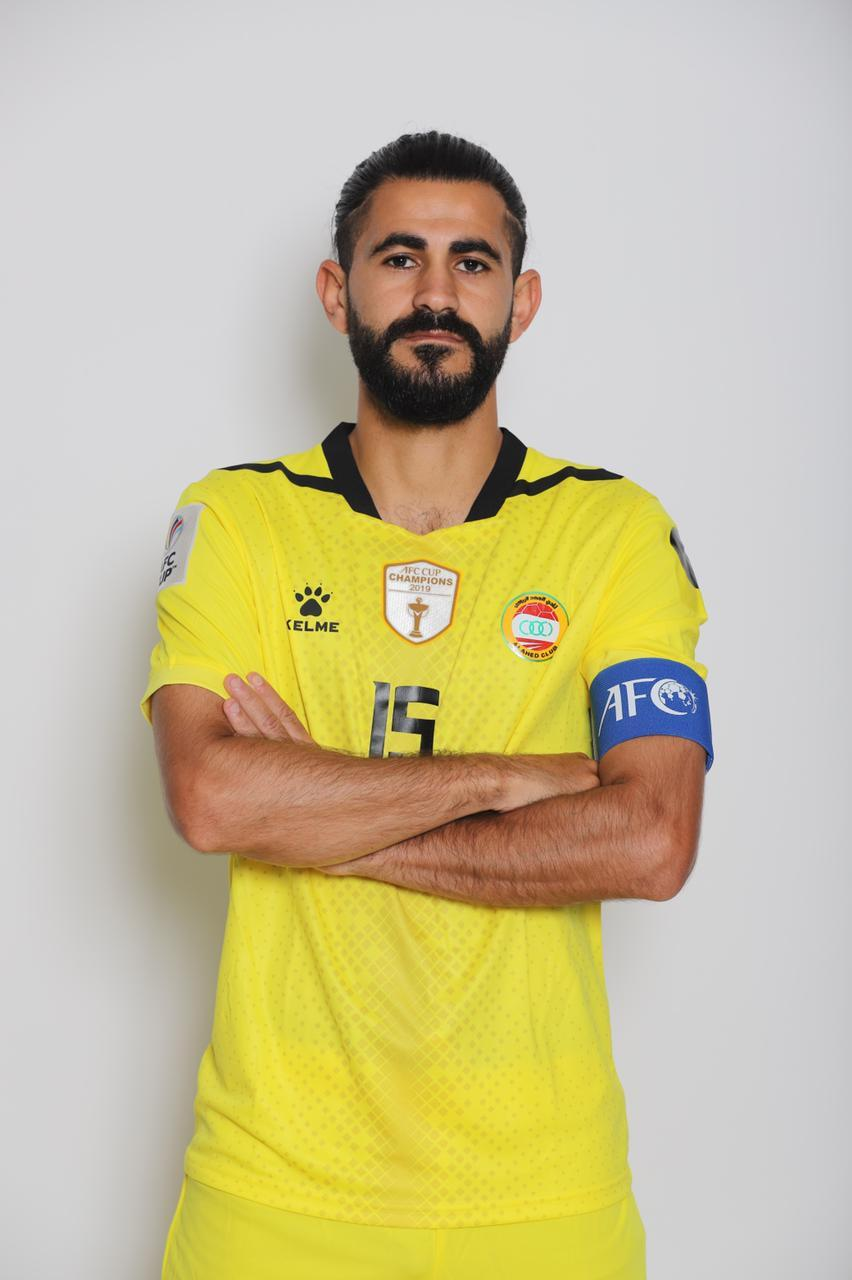
هيثم فاعور قائد الفريق

آخر تحديث 1 أكتوبر 2020.
ملاحظة: تشير الأعلام إلى المنتخب الوطني على النحو المحدد في قواعد الأهلية للفيفا. قد يحمل اللاعبون أكثر من جنسية واحدة غير تابعة للفيفا.
| الرقم | البلد | المركز | اللاعب        |
| ----- | ----- | ------ | ------------- |
| 1     | لبنان | حارس   | مهدي خليل     |
| 2     | لبنان | مدافع  | محمد الحسيني  |
| 3     | لبنان | مدافع  | جاد نور الدين |
| 4     | لبنان | مدافع  | نور منصور     |
| 5     | لبنان | مدافع  | خليل خميس     |
| 6     | لبنان | مدافع  | حسين الزين    |
| 7     | لبنان | وسط    | حسين منذر     |
| 8     | لبنان | وسط    | حسين دقيق     |
| 9     | لبنان | مهاجم  | مهدي فحص      |
| 10    | لبنان | وسط    | محمد حيدر     |
| 11    | لبنان | مهاجم  | أحمد زريق     |
| 13    | لبنان | مدافع  | محمد حايك     |
| 14    | لبنان | وسط    | وليد شور      |

| الرقم | البلد | المركز | اللاعب                     |
| ----- | ----- | ------ | -------------------------- |
| 15    | لبنان | وسط    | هيثم فاعور                 |
| 17    | لبنان | مهاجم  | محمد المصري                |
| 18    | لبنان | وسط    | حسن سرور                   |
| 19    | لبنان |        | جميل إبراهيم               |
| 20    | لبنان | وسط    | سعيد سعد                   |
| 21    | لبنان |        | رامي مجلي                  |
| 23    | لبنان | مدافع  | علي حديد                   |
| 26    | لبنان | مدافع  | جمال خليفة                 |
| 30    | لبنان | مهاجم  | طارق العلي                 |
| 70    | لبنان | مهاجم  | علي الحاج                  |
| 88    | لبنان | مهاجم  | محمد قدوح                  |
| 96    | لبنان | حارس   | هادي خليل                  |
| 99    | لبنان | مهاجم  | فؤاذ عيد (معارًا من طرابلس) |

### المعارون
آخر تحديث 30 سبتمبر 2020.
ملاحظة: تشير الأعلام إلى المنتخب الوطني على النحو المحدد في قواعد الأهلية للفيفا. قد يحمل اللاعبون أكثر من جنسية واحدة غير تابعة للفيفا.
| الرقم | البلد | المركز | اللاعب                                       |
| ----- | ----- | ------ | -------------------------------------------- |
|       | لبنان | حارس   | علي ضاهر (إلى شباب الساحل حتى 30 يونيو 2021) |
|       | لبنان | حارس   | مصطفى مطر (إلى طرابلس حتى 30 يونيو 2021)     |
|       | لبنان | وسط    | ربيع عطايا (إلى يوتيم حتى نهاية الموسم)      |

| الرقم | البلد | المركز | اللاعب                                    |
| ----- | ----- | ------ | ----------------------------------------- |
|       | لبنان | وسط    | محمد شور (إلى الصفاء حتى 30 يونيو 2021)   |
|       | غانا  | وسط    | عيسى يعقوبو (إلى العربي حتى نهاية الموسم) |

### أبرز اللاعبين
| البطولة       | اللاعب      | المنتخب |
| ------------- | ----------- | ------- |
| كأس آسيا 2019 | ربيع عطايا  | لبنان   |
| كأس آسيا 2019 | سمير أياس   | لبنان   |
| كأس آسيا 2019 | هيثم فاعور  | لبنان   |
| كأس آسيا 2019 | محمد حيدر   | لبنان   |
| كأس آسيا 2019 | مهدي خليل   | لبنان   |
| كأس آسيا 2019 | نور منصور   | لبنان   |
| كأس آسيا 2019 | أحمد الصالح | سوريا   |

## الإنجازات

### المحلية
- الدوري اللبناني الممتاز
  - البطل (9): 2007–08، 2009–10، 2010–11، 2014–15، 2016–17، 2017–18، 2018–19، 2021-22، 2022-23
- كأس لبنان
  - البطل (6): 2003–04، 2004–05، 2008–09، 2010–11، 2017–18، 2018–19
  - الوصيف (3): 2001–02، 2006–07، 2015–16
- كأس النخبة اللبناني
  - البطل (5): 2008، 2010، 2011، 2013، 2015
  - الوصيف (6): 2002، 2003، 2004، 2009، 2012، 2017
- كأس الاتحاد اللبناني
  - البطل (1): 2004
- كأس السوبر اللبناني
  - البطل (7): 2008, 2010, 2011, 2015, 2017, 2018, 2019
  - الوصيف (2): 2004, 2009

### القارية
- كأس الاتحاد الآسيوي
  - البطل (1): 2019[13]

## السجل الآسيوي
أوّل مشاركة لعهد في البطولات الآسيوية كانت في كأس الاتحاد الآسيوي 2005، عندما جمعته القرعة بنادي ديمبو الهندي والحسين الأردني في دور المجموعات. أنهى العهد المرحلة في المركز الثاني، وتأهل لربع النهائي حيث واجه سون هي الصيني وخسر أمامه بنتيجة 2–3 بالمجموع.
في 2016، وصل النادي إلى نصف النهائي لكنه خرج بنتيجة 3–4 أمام نادي القوة الجوية العراقي. في 2019، تغلّب العهد على نادي 25 أبريل في النهائي وحقق اللقب، وهو أول نادي لبنان ينجز ذلك بعد خسارة النجمة في نهائي 2005 والصفاء في نهائي 2008.
- كأس الاتحاد الآسيوي: 10 مشاركات

2005: ربع النهائي
2006: دور المجموعات
2009: دور المجموعات
2010: دور المجموعات
2011: ثمن النهائي
2012: دور المجموعات
2016: نصف النهائي
2018: نصف نهائي المنطقة
2019: البطل
2020: ألغيت

## وصلات خارجية
- الموقع الرسمي
- العهد على AFC
- العهد على FA Lebanon
- العهد على LebanonFG